# Valløby Sogn
Valløby Sogn er et sogn i Tryggevælde Provsti (Roskilde Stift).
I 1800-tallet var Tårnby Sogn anneks til Valløby Sogn. Begge sogne hørte til Bjæverskov Herred i Præstø Amt. Valløby-Tårnby sognekommune var i 1962 med i den frivillige kommunesammenlægning, som ved kommunalreformen i 1970 blev til Vallø Kommune. Den indgik ved strukturreformen i 2007 i Stevns Kommune.
I Valløby Sogn ligger Valløby Kirke.
I sognet findes følgende autoriserede stednavne:
- Møllemarken (bebyggelse)
- Nyhave (areal)
- Purlund (areal)
- Skovrækken (bebyggelse)
- Vallø (ejerlav, landbrugsejendom)
- Valløby (bebyggelse, ejerlav)